# Килронан
Килронан (англ. Kilronan; ирл. Cill Rónáin) — деревня в Ирландии, находится в графстве Голуэй (провинция Коннахт), крупнейший населённый пункт острова Инишмор. Является частью Гэлтахта.
О Килронане поют «The Magnetic Fields» в песне Abigail, Belle of Kilronan c альбома «69 Love Songs».

## Демография
Население — 259 человек (по переписи 2006 года). В 2002 году население было 270 человек.
Данные переписи 2006 года:
| Общие демографические показатели |               |                               |                               |      |      |
| Всё население                    | Всё население | Изменения населения 2002—2006 | Изменения населения 2002—2006 | 2006 | 2006 |
| 2002                             | 2006          | чел.                          | %                             | муж. | жен. |
| 270                              | 259           | −11                           | −4,1                          | 136  | 123  |